# 一里井駅
一里井駅（いちりいえき）は、中国安徽省合肥市廬陽区にある合肥軌道交通3号線と8号線の駅。

## 沿革
- 2019年12月26日 - 3号線の駅として開業[2]。
- 2024年12月26日 - 8号線の開業により乗換駅となる[3]

## 駅構造
各路線が各1面2線のホームを持っており、地下2階に3号線ホーム、地下3階に8号線ホームが位置している。